# Bakurianis Andeziti
Bakurianis Andeziti (gruz. ბაკურიანის ანდეზიტი) – wieś w Gruzji, w regionie Samcche-Dżawachetia, w gminie Bordżomi. W 2014 roku liczyła 352 mieszkańców.